# تنصيب الرئيس الروسي

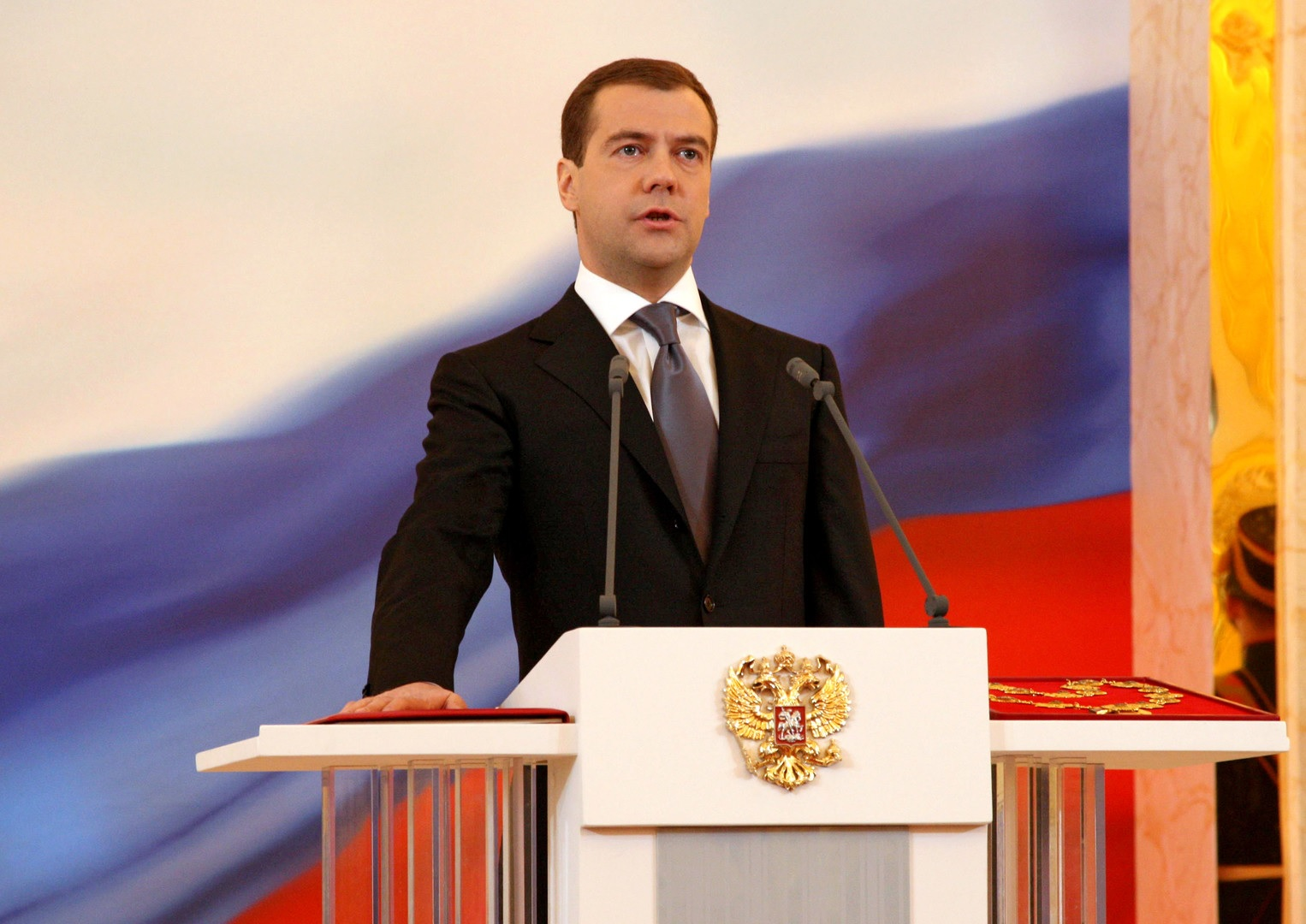
تنصيب الرئيس دميتري ميدفيديف، الرئيس الثالث لروسيا، 7 أيار / مايو 2008.

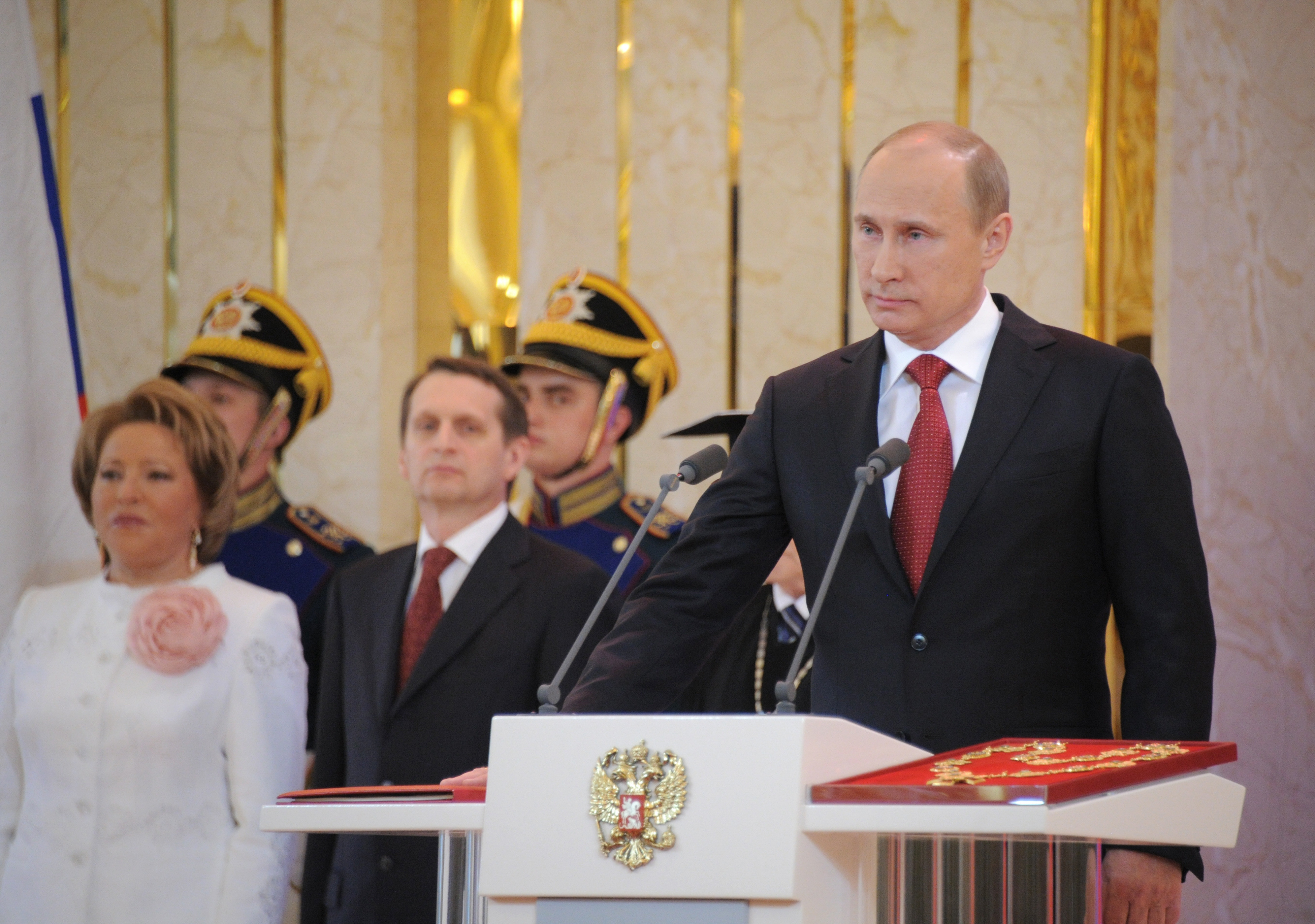
فلاديمير بوتين في حفل تنصيبه رئيسا رابعا لروسيا، 7 مايو 2012.

تنصيب رئيس روسيا (بالروسية: Инаугурация президента России)‏ هو احتفال يقام بمناسبة بداية فترة ولاية جديدة لرئيس روسيا. يجرى التنصيب كل ست سنوات (أربع سنوات سابقا). في حالة إعادة الانتخاب يتم الافتتاح بعد ثلاثين يوما من اعلان نتائج الانتخابات الرسمية من قبل لجنة الانتخابات المركزية.

## تقاليد
وعادة ما يتواجد الأشخاص التالية أسماؤهم في حفل الافتتاح:
- أعضاء مجلس الاتحاد الروسي
- نواب مجلس الدوما
- قضاة المحكمة الدستورية
- رؤساء البعثات الدبلوماسية
- ممثلو حكومة الاتحاد الروسي والسلطات الاتحادية
- الهيئة الدبلوماسية

يبدأ الحفل في قصر الكرملين الكبير (منذ عام 2008) عندما تلعب الفرقة العسكرية الرئاسية من فوج الكرملين في مهرجان التتويج باستخدام ألحان تشايكوفسكي.

## الحفل
يبدأ الافتتاح مع الرئيس المنتهية ولايته فيقوم بمراجعة فوج الكرملين للمرة الأخيرة كرئيسا للقائد الأعلى للقوات النظامية للاتحاد الروسي في ساحة الكاتدرائية ثم يمشي نحو قصر الكرملين الكبير.
يصل موكب الرئيس المنتخب إلى قصر الكرملين الكبير عبر بوابة سباسكي. ويمر الرئيس المنتخب عبر قاعة القديس جورج وقاعة سانت أندروز في قاعة ألكسندر التي تحمل أعلام المعيار للرئيس الروسي وشعار الرئيس الروسي. يجلس رئيس المحكمة الدستورية ورئاسة مجلسي البرلمان على منصة مرتفعة ينضم إليها الرئيس المنتخب. يضع رئيس المحكمة الدستورية كلا من الدستور وسلسلة رئاسة الرئيس على المنصة، وبعد أن يلقي الرئيس المنتهية ولايته خطابه يطلب رئيس المحكمة الدستورية لروسيا بعد ذلك من الرئيس المنتخب أن يقسم اليمين.
الرئيس المنتخب يضع يده اليمنى على دستور الاتحاد الروسي ويقرأ اليمين الدستورية. ثم يعطي رئيس المحكمة الدستورية الرئيس سلسلة من المناصب ويعلن تنصيب رئيس جديد. بعد افتتاح الرئيس الجديد يتم تشغيل النشيد الوطني الروسي ورفع مستوى رئيس الدولة في قبة مقر الرئاسة. ويلي ذلك خطاب الرئيس الجديد وعندما ينتهي الخطاب يغادر الرئيس الجديد قاعات «سلافسيا» وتقوم فرقة عسكرية بإطلاق تحية 21-بندقية سالوت.
تتم عملية التنصيب كل 4 سنوات والآن كل 6 سنوات، وينتهي الحفل في الساحة الكاتدرائية مع كل من الرئيس المنتهية ولايته والقادمة ولايته مع حضور أول تفتيش للفوج الأخير وحضور قائد قوات الأمن المسلحة وقائد قوات الأمن المدنية في روسيا.

## وصلات خارجية
- الموقع الرسمي لرئيس روسيا (بالإنجليزية)
- التقاليد الروسية في تنصيب الرئيس (بالروسية)
- عملية مراسم تنصيب الرئيس في روسيا (بالروسية)